# Улица Поленова (Москва)
У́лица Поле́нова — улица в Северном административном округе города Москвы. Одна из основных улиц посёлка Сокол, расположенного в одноимённом районе.

## Положение улицы
Улица расположена между улицей Левитана и улицей Врубеля. Нумерация домов начинается от улицы Левитана.

## История
Улица появилась в 1920-х годах при строительстве посёлка «Сокол». Имея ширину около 40 м, улица является самой широкой в посёлке. На улице высажены два ряда кленов и мелколистных лип, меняющих на ветру окраску листвы с зелёного на серебристый. Проектом озеленения занималась скульптор Нина Зеленская, студентка и будущая помощница Веры Мухиной в работе над скульптурой «Рабочий и колхозница».

## Происхождение названия
Своё название улица получила 4 апреля 1928 года в честь выдающегося русского художника Василия Дмитриевича Поленова.

## Примечательные здания и сооружения
- № 19 — Жилой дом (1929, архитектор И. И. Кондаков), объект культурного наследия регионального значения[3].
- № 1/14 — дом братьев Весниных 1924 года постройки, был снесён в 2015-м, хотя имел статус объекта культурного наследия регионального значения[4][5].

## Транспорт
- Станция МЦК «Панфиловская».